# Martha Holgado
Martha Susana Holgado (Buenos Aires, 16 de julio de 1933 - ibídem, 7 de junio de 2007) fue una mujer argentina que proclamaba ser hija no reconocida de Juan Domingo Perón.

## Relación con Juan Domingo Perón
Holgado comenzó su lucha judicial en 1993 cuando declaró públicamente ser hija no reconocida de Juan Domingo Perón:

Mi padre me reconoció como su hija con el nombre de Lucía Virginia en un acta notarial en la que constaba el nombre de mi madre y que desapareció misteriosamente de los registros oficiales.

La mujer sostenía que era fruto de una relación extramatrimonial entre Perón y su madre, María Cecilia Demarchis, mientras él se encontraba casado con Aurelia Tizón y ella separada de Eugenio Holgado. Por sus declaraciones tuvo enfrentamientos verbales con justicialistas como Antonio Cafiero (1922-2014).
Entre otras frases afirmó:

Nací y voy a morir como la hija de Juancito.

Tras los traslados de los restos de Juan Domingo Perón a San Vicente el 17 de octubre de 2006, la mujer consiguió con la autorización de la viuda de Perón, María Estela Martínez, que se hiciera un estudio de ADN. De los tres estudios que se hicieron, dos dieron negativos (entre ellos el oficial de la Fundación Favaloro) y uno fue imposibilitado de realizarse por mala conservación de los restos.
A principios de febrero de 2007 afirmó que, pese a los reveses de los análisis de ADN, continuaría la batalla judicial.

## Fallecimiento
Martha Holgado falleció el 7 de junio de 2007 a las 22:10, a los 72 años, debido a una complicación por un cáncer de hígado que la afectaba hacía ya varios años.
Su hijo afirmó que continuará la pugna judicial.